# Francisco Miguel Narváez Machón
Francisco Miguel Narváez Machón, més conegut com a Kiko (26 d'abril de 1972, Jerez de la Frontera, Andalusia), és un exfutbolista andalús que va jugar com a davanter. Malgrat la seva alçada i corpulència, Kiko no era un davanter centre clàssic, sinó més aviat un segon punta amb gran visió futbolística i bona arribada a porteria. El seu primer equip professional va ser el Cadis Club de Futbol, però va assolir fama a l'Atlètic de Madrid. Va ser internacional amb la selecció espanyola.

## Biografia
Va començar la seva trajectòria en el futbol en un club de Jerez de la Frontera, l'A.D. Pueblo Nuevo. Encara que va començar a jugar com a porter, aviat canviaria la seva demarcació per la de davanter.

### Cadis CF
Va passar amb tretze anys a militar en les categories inferiors del Cadis Club de Futbol, fins a la temporada 90-91 en la qual debuta amb el primer equip. Aquest debut en la Primera divisió de la lliga espanyola de futbol té lloc el 14 d'abril de 1991 en el partit Cadis - Athletic, amb un resultat final de 2-3. Durant les dues temporades següents contribuïx decisivament a mantenir a l'equip en la primera categoria. Un bon exemple és el partit de l'última jornada de la temporada 1990-91 en el qual el Cadis es jugava la permanència contra el Reial Saragossa. Kiko va entrar en el minut 65, amb el seu equip perdent per un gol, i li va donar la volta al partit: en el 81 va provocar un penalt que va ser transformat per Dertycia, empatant així l'encontre. Dos minuts després, Kiko va marcar el 2-1 amb el qual el Cadis sortia dels llocs de descens.
Kiko ha estat, possiblement, l'últim gran jugador que ha passat per la "Tacita de Plata". El seu record entre els seguidors cadistes és molt grat i se segueixen rememorant sobrenoms com ara "Kikogol" o "Kiko van Basten" amb els quals l'afició el va rebatejar.

### Atlètic de Madrid
En l'estiu de 1993 fitxa per l'Atlètic de Madrid. Les seues dues primeres temporades no són tan bones com cabria esperar, possiblement a causa de la inestabilitat constant en la qual vivia el club (fins a nou entrenadors distints van passar per la banqueta matalassera en dues temporades). Anota 5 gols en la primera i 9 en la segona, però tot just deixa mostres de la qualitat exhibida a Cadis.
L'arribada de Radomir Antić a la banqueta en la temporada 95-96 acaba amb les remors que situaven a Kiko lluny del Calderón. L'entrenador serbi confia en el xeresà, que es converteix en part fonamental de l'equip que aconsegueix "El Doblete", és a dir, que guanya la Lliga i la Copa del Rei en aquesta mateixa campanya. Kiko acaba amb 11 gols i forma al costat de Liuboslav Pènev (16 gols) una de les millors parelles de davanters del moment. Alguns altres integrants d'aquest equip eren Milinko Pantic, José Luis Pérez Caminero o José Francisco Molina.
La següent temporada, encara que menys reeixida quant a títols, és una de les millors de Kiko com futbolista. La temporada 96-97 l'equip solament arriba al cinquè lloc, però Kiko amb 36 partits jugats i 13 gols bat el seu propi record d'anotació. A més a més debuta en la Champions League, competició en la qual juga 7 partits i marca 2 gols abans que el club sigui eliminat en quarts per l'Ajax Amsterdam.
Kiko segueix jugant en l'equip roig-i-blanc fins a completar vuit temporades, jugant l'última d'elles en Segona Divisió després del descens de la temporada 99-00. Després de dos mesos d'iniciar l'any, amb l'Atlètic en llocs de descens a 2aB, va viatjar a Milà per a fitxar pel AC, però el seu turmell maltret va frustrar el seu fitxatge per l'equip rossoneri. Això li va comportar cert rebuig en un sector de l'afició matalassera.
Es va fer molt popular "El Arquero", peculiar postura amb la qual va celebrar algun dels seus gols. Alguns jugadors com Fernando Torres o Daniel Güiza segueixen celebrant els seus gols d'aquesta manera a manera d'homenatge.

### CF Extremadura
Després de sortir de l'Atlètic de Madrid està a punt de fitxar per la Lazio, però el fitxatge de Gaizka Mendieta i alguna cridada polèmica des de Madrid desaconsellant el seu fitxatge, fan que l'operació es frustri. Abans de retirar-se com futbolista juga durant mitja temporada a l'Extremadura, després d'estudiar una oferta del Southampton FC anglès que mai es va materialitzar.
Nárvaez va jugar un total de 271 partits a Primera divisió i va marcar 60 gols.

### Després de la retirada
Una vegada retirat, Kiko Narváez ha estat treballant com a comentarista en diversos mitjans de comunicació, com Televisió Espanyola i la COPE. Actualment és comentarista de futbol en la Sexta TV al costat de Julio Salinas i Andrés Montes. També té una secció, denominada Los Pellizkikos, en el programa setmanal No me digas que no te gusta el fútbol de la mateixa cadena. En ella, Narváez selecciona els millors i els pitjors detalls de la jornada futbolística.
També ha sortit en anuncis de televisió.

## Selecció espanyola

### Selección olímpica
Kiko va formar part de l'equip ol·límpic que va aconseguir la medalla d'or en els Jocs Olímpics d'Estiu de 1992. A la final contra Polònia, Kiko va marcar el definitiu 3-2 en l'últim minut del partit.

### Selecció absoluta
Kiko va formar part de l'equip olímpic que va conquerir la medalla d'or en els Jocs Olímpics de Barcelona 1992. En la final davant Polònia, Kiko va marcar el definitiu 3-2 en l'últim minut del partit.
El seu debut com a internacional absolut va ser el 16 de desembre de 1992 en el partit Espanya 5-0 Letònia. Quant a tornejos internacionals, Narváez va ser un dels convocats per Javier Clemente per a l'Eurocopa 1996. No va jugar el primer partit, va sortir com a suplent en el segon i va ser per fi titular en el tercer partit de la primera ronda. Als quarts de final davant Anglaterra va repetir titularitat, marcant a més un gol que va ser invalidat per l'àrbitre.
El de Barakaldo va tornar a comptar amb Kiko per a la Copa Mundial de Futbol de França de 1998. La selecció va ser eliminada en la primera ronda, però Kiko va participar en els tres matxs (només en el primer com a titular) contra Nigèria, Paraguai i Bulgària, marcant un gol contra aquesta última.
Ha estat internacional amb la selecció espanyola en 28 ocasions, marcant un total de 4 gols.

## Clubs
| Club              | Any       |
| ----------------- | --------- |
| Cadis CF          | 1990-1993 |
| Atlètic de Madrid | 1993-2001 |
| CF Extremadura    | 2002      |

## Palmarès
- 1 Lliga espanyola (Atlètic de Madrid temporada 95-96)
- 1 Copa del Rei (Atlètic de Madrid temporada 95-96)
- Medalla d'or als Jocs Olímpics Barcelona 92